# Omar Khayyám
Ghiyāth al-Dīn Abū al-Fatḥ ʿUmar ibn Ibrāhīm Nīsābūrī (ngày 18 tháng 5 năm 1048 – ngày 4 tháng 12 năm 1131), thông thường được biết đến với tên gọi Omar Khayyám (tiếng Ba Tư: عمر خیّام),, là một nhà bác học người Ba Tư xưa, được biết đến bởi những cống hiến của ông cho toán học, thiên văn học, khoáng sản học, triết học và thơ ca. Ông sinh ra tại Nishapur, thủ phủ trước kia của Đế chế Seljuk (gần thủ đô Mashad, miền đông Iran ngày nay). Ông là một học giả cùng thời với sự cai trị của triều đình Seljuk quanh thời điểm của cuộc Thập tự chinh đầu tiên.
Là một nhà toán học, ông được chú ý nhiều nhất cho những cố gắng trong công cuộc phân loại và giải nghiệm các phương trình khối (bậc ba). Theo đó, ông đã phát kiến ra các phương án giải bằng hình học qua giao điểm của các đường conic. Khayyam đồng thời cũng đóng góp cho những hiểu biết về tiên đề song song.:284 Là một nhà thiên văn, ông đã tính toán được thời lượng của năm mặt trời với độ chính xác và tinh vi đáng kinh ngạc. Ông đã thiết kế ra bộ lịch Jalali, một bộ lịch dựa theo mặt trời với chu kỳ 33 năm xen kẽ cực kỳ chuẩn xác:659, đặt làm nền móng cho bộ lịch Ba Tư vẫn còn được sử dụng sau gần một thiên niên kỷ.
Có một truyền thống về việc quy gán thơ ca cho Omar Khayyam, được viết theo thể thơ bốn câu tứ tuyệt(rubāʿiyāt رباعیات). Thể thơ này trở nên được biết đến rộng rãi tới bạn đọc tiếng Anh qua một bản dịch bởi Edward Fitzgerald (Rubaiyat của Omar Khayyam, 1859) và nhận được về thành công vang dội trong trường phái chủ nghĩa phương đông Orientalism của fin de siècle.

## Cuộc đời
Omar Khayyam ra đời, thuộc dân tộc Khorasani Ba Tư cổ, tại Nishapur vào năm 1048 thời Trung Cổ. Cha của Khayyam có lẽ từng là một người Hỏa giáo đã cải sang đạo Hồi.Trong các văn bản Ba Tư thời ấy, ông thường đơn giản được gọi là Hakim Omar Khayyam. Dẫu cho những nghi vấn còn bỏ ngỏ, người ta vẫn thường cho rằng các tổ tiên của ông theo nghề làm lều. bởi Khayyam có nghĩa là người làm túp lều trong tiếng Ả-rập:30. Nhà sử học Bayhaqi, người quen biết thân thích với Omar, cung cấp đầy đủ chi tiết về lá số tử vi horoscope của ông: "Omar là thuộc chòm Song Tử Gemini, mặt trời và sao Thuỷ đang ở thế thượng phong[...]":471. Điều này khiến cho các học giả hiện đại công bố ngày sinh của ông là vào 18 tháng 5, năm 1048.:658

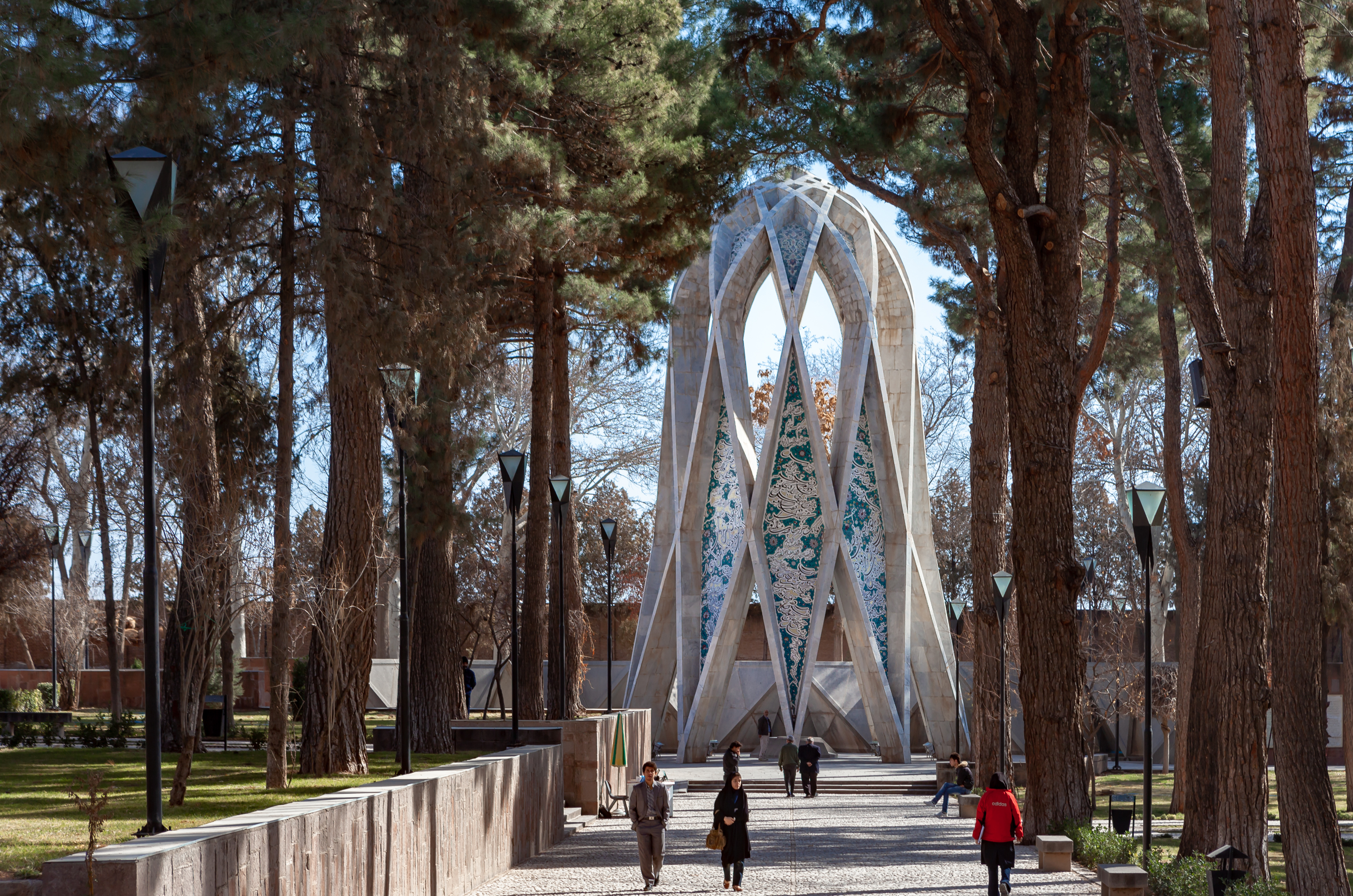
Lăng mộ của Omar Khayyam tại Nishapur, Iran. Một số các bài tứ tuyệt rubáiyát được sử dụng làm trang trí thư pháp (thư pháp taliq) cho ngoại thất của lăng mộ ông.

Khayyam dành tuổi thơ của mình tại Nishapur:659, một chốn thành thị tiên phong dưới Triều đại Seljuq Vĩ đại:15. Nó từng là một trung tâm chính của giáo phái Hoả giáo:68. Toàn bộ tên đầy đủ của ông, như được ghi trong các nguồn tài liệu Ả-rập, là Abu’l Fath Omar ibn Ibrahim al-Khayyam. Tài năng của ông được phát hiện bởi các thầy kèm dạy đầu tiên. Họ gửi ông tới theo học chỗ Imam Muwaffaq Nishaburi, giáo viên tài giỏi nhất của vùng Khorasan, người kèm cặp cho các con em của giới quý tộc thượng lưu nhất. Omar và Imam trở thành cặp thầy trò tri giao tuyệt vời qua bao năm liền:20. Khayyam cũng đồng thời được dạy bởi nhà toán học Hoả giáo, Abu Hassan Bahmanyar bin Marzban. Sau khi học tập khoa học, triết học, toán học và thiên văn tại Nishapur, vào khoảng năm 1068, Omar lên đường tới tỉnh Burakha, nơi ông thường xuyên lui tới thư viện trứ danh của Ark Burakha. Vào khoảng năm 1070, ông chuyển tới ở Samarkand, nơi ông đã bắt đầu biên soạn công trình nổi tiếng của mình về đại số dưới sự bảo trợ của Abu Tahir Abd al-Rahman ibn ʿAlaq, quan tổng đốc và tổng thẩm phán của thành phố. Omar Khayyam được đón tiếp rất tử tế bởi Shams al-Mulk Nasr, người cai trị Karakhanid, mà theo như Bayhaqi, sẽ "bày tỏ với ông niềm hân hạnh vinh dự to lớn nhất, to đến nỗi có thể cho [Omar] ngồi cạnh mình trên ngai".:47:34
Vào tháng 4, năm 1073, hoà bình được ký kết với quốc vương Sultan Malik-Shah I, người từng thực hiện các cuộc tiến công vào các lãnh địa của Karakhanid. Khayyam đi vào phục vụ cho Malik-Shah vào tháng 5, năm 1074 khi ông nhận được lời mời từ quan Đại Tể Tướng Nizam al-Mulk tới gặp gỡ Malik-Shah trong thành phố của Marv. Sau buổi gặp gỡ ấy, Khayyam được giao nhiệm vụ thiết đặt một đài quan sát ở Isfahan và lãnh đạo một nhóm các khoa học gia trong việc thực hiện các quan sát thiên văn tinh vi nhằm tu chỉnh lại bộ lịch Ba Tư. Công việc đảm nhận có thể bắt đầu vào năm 1076 và kết thúc vào năm 1079:28 khi Omar Khayyam cùng các đồng nghiệp kết thúc các quan sát về độ dài của năm, và báo cáo nó là 365,24219858156 days. Nếu giả thiết rằng, độ dài của năm thay đổi tại vị trí thập phân thứ sáu trong khoảng thời gian một đời người, điều này thực sự là chính xác, tinh vi đến đáng kinh ngạc. Để dễ hình dung, độ dài của năm vào cuối thế kỷ 19 là 365.242196 ngày, trong khi ngày nay nó là 365.242190 ngày.
Sau cái chết của Malik-Shah và tể tướng của mình (bị sát hại, được cho là thực hiện bởi các sát thủ theo mệnh lệnh Ismaili). Omar bị thất sủng tại triều đình. Kết cục là ông phải sớm khăn gói hành hương tới Mecca. Một nguyên do động cơ thầm kín cho chuyến hành hương của ông được báo cáo bởi Al-Qifti, đó là một màn thể hiện công khai cho công chúng đức tin của ông nhằm xoa dịu những nghi hoặc đối với chủ nghĩa hoài nghi và bác bỏ những cáo buộc về sự không chính thống (bao gồm cả những đồng cảm hoặc tuân thủ có thể có đối với Hỏa giáo) do một giáo sĩ thù địch nhằm vào ông.:29 Sau đó, ông được quốc vương Sultan Sanjar mới mời đến Marv, khả năng là để làm việc với tư cách là một nhà chiêm tinh của triều đình. Sau đó, Khayyam được chấp thuận hồi hương quê nhà tại Nishapur do sức khỏe ngày càng giảm sút. Khi trở về, ông dường như đã sống một cuộc sống ẩn dật.:99
Omar Khayyam qua đời ở tuổi 83 tại quê nhà Nishapur vào ngày 4 tháng 12 năm 1131. Ông được mai táng tại nơi mà hiện nay là Lăng mộ Omar Khayyam. Một trong các đệ tử của ông, Nizami Aruzi, thuật lại câu chuyện rằng, đâu đó trong khoảng năm 1112 và 1113, Khayyam lúc ấy ở tại Balkh trong một đoàn thể của Al-Isfizari (một trong những khoa học gia đã cộng tác cùng ông trong dự án lịch Jalali) khi ông đưa ra một lời tiên đoán rằng "lăng mộ của ta sẽ ở vị trí mà ngọn gió phương bắc sẽ trải hoa hồng lên đó".:36 Bốn năm sau khi ông đã khuất, Aruzi đặt phần lăng mộ của ông trong một nghĩa trang. Nghĩa trang này lại nằm trong một phân khu rộng lớn và nổi tiếng của Nishapur trên đường tới Marv. Như đã được liệu đoán trước bởi Khayyam, Aruzi còn xác định mộ phần của ông đặt tại chân bức tường một khu vườn, nơi những cây lê và cây đào vươn mình ra và thả những nụ hoa của chúng để bia mộ của ông được ẩn giấu bên dưới.

## Toán học
Khayyam từng là một nhà toán học rất nổi tiếng trong lúc còn bình sinh. Các công trình toán học còn lưu giữ được của ông bao gồm: Một nhận xét về các khó khăn liên quan đến các mệnh đề trong cuốn "Các nguyên tố" (Elements) của Euclid (Risāla fī šarḥ mā aškala min muṣādarāt kitāb Uqlīdis, hoàn thành vào tháng 12, năm 1077). Về phép chia góc phần tư của hình tròn (Risālah fī qismah rub‘ al-dā’irah, chưa được định ngày tháng nhưng đã hoàn thành trước chuyên luận về đại số) và Về các chứng minh cho các vấn đề liên quan đến Đại số (Maqāla fi l-jabr wa l-muqābala, rất có thể được hoàn thành vào năm 1079).:281 Ông tiến tới viết một luận đề về phân phối nhị thức và trích xuất căn bậc n của các số tự nhiên, nhưng công trình này đã bị thất lạc.:197

### Lý thuyết về các đường song song
Một phần nhận xét của Khayyam về cuốn "Nguyên tố" của Euclid là về mệnh đề song song.:282 Chuyên luận của Khayyam có thể được cho là ý kiến đầu tiên về mệnh đề mà không bị phụ thuộc vào petitio principii (lỗi ngộ nhận), mà dựa vào một mệnh đề trực quan hơn. Khayyam bác bỏ các cố gắng trước đó của những nhà toán học khác trong việc chứng minh mệnh đề, chủ yếu với lập luận rằng mỗi người trong số họ đều đã giả thiết một điều gì đó không dễ dàng chấp nhận được hơn chính Mệnh Đề Thứ Năm đó. Rút ra từ các đánh giá của Aristotle, ông bác bỏ việc sử dụng chuyển động (movement) trong hình học và do đó, từ chối luôn cả những nỗ lực cố gắng khác của Al-Haytham. Không được thoả mãn với thất bại của các nhà toán học trong việc chứng minh tuyên bố của Euclid từ các định đề khác của mình, Omar đã cố gắng nối kết tiên đề với Mệnh Đề Thứ Tư, theo đó nói rằng tất cả các góc vuông là đều bằng nhau.:282
Khayyam là người đầu tiên áp dụng ba trường hợp riêng biệt của góc nhọn, góc tù và góc vuông cho các góc đỉnh của một tứ giác Khayyam-Saccheri.:283 Sau khi chứng minh một số các định lý về chúng, ông cho thấy được rằng, Định Đề Thứ Năm là một kết quả của giả thiết về góc vuông, và đã bác bỏ các trường hợp góc tù và góc nhọn như một điều tự mâu thuẫn. Nỗ lực công phu của ông trong việc chứng minh mệnh đề song song là đặc biệt có ý nghĩa cho sự phát triển tấn tới của hình học, do nó rõ ràng cho chúng ta thấy các hình học phi Euclid là điều khả thi. Những giả thuyết liên quan đến các góc nhọn, góc tù, và góc vuông hiện đã được biết đến là đã dẫn tới phát kiến tương ứng của hình học phi Euclid hyperbola của Gauss-Bolyai-Lobachevsky, cho tới hình học Riemann, và tới hình học Euclid.

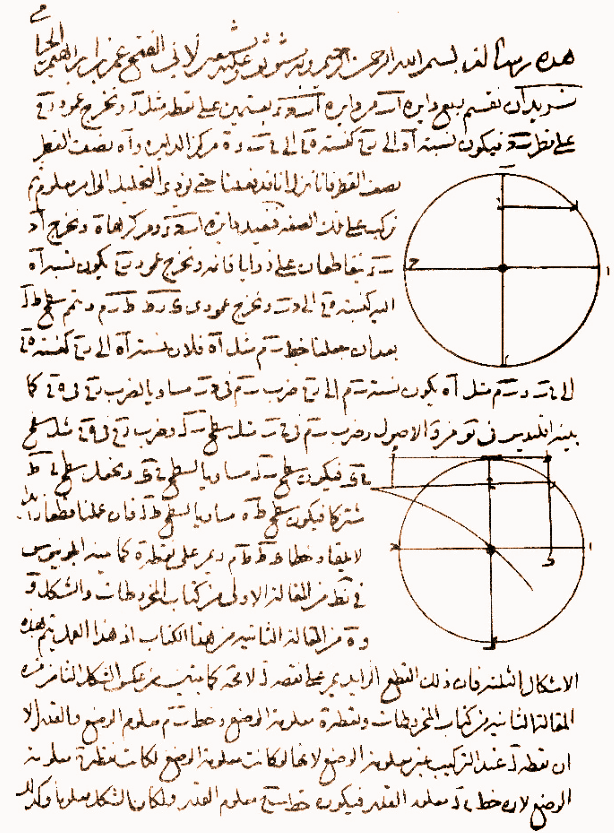
"Phương trình khối và phần giao nhau của các phần conic", trang đầu tiên trong bản thảo gồm hai chương được lưu giữ tại Trường đại học Tehran.

Các bình luận của Tusi về cách xử lý của Khayyam với đường song song cũng lan truyền tới châu Âu. John Wallis, giáo sư hình học tại Oxford, đã dịch bình luận của Tusi sang tiếng Latinh. Nhà hình học dòng Jesuit Girolamo Saccheri, người có tác phẩm (euclides ab omni naevo vindicatus, 1733) thường được coi là bước đầu tiên trong sự phát triển tất yếu của hình học phi Euclid, đã khá quen thuộc với công trình của Wallis. Nhà sử học toán học người Mỹ David Eugene Smith đề cập rằng Saccheri "đã sử dụng cùng một bổ đề như của Tusi, thậm chí còn ký hiệu cho hình hoạ trùng hợp theo cùng một cách và sử dụng bổ đề cho cùng mục đích". Ông nói thêm, "Tusi nói một cách tường minh rằng đó là do Omar Khayyam, và từ văn bản, có vẻ như rõ ràng đó chính là người đã truyền nguồn cảm hứng cho ông.":195:104

##### Khái niệm số thực
Chuyên luận này về Euclid chứa đựng một đóng góp khác liên quan tới lý thuyết về tỷ lệ và với sự kết hợp của các tỷ lệ. Khayyam thảo luận về mối quan hệ giữa khái niệm tỷ lệ và khái niệm số và nêu rõ ra nhiều khó khăn về mặt lý thuyết khác nhau. Cụ thể, ông đóng góp vào nghiên cứu lý thuyết của khái niệm số vô tỷ.[citation needed] .Không hài lòng với định nghĩa của Euclid về các tỷ số bằng nhau, ông đã định nghĩa lại khái niệm về của con số bằng cách sử dụng một phân số liên tục làm phương tiện biểu thị tỷ số. Rosenfeld và Youschkevitch (1973) lập luận rằng, "bằng cách đặt các đại lượng và các số vô tỷ trên cùng một quy mô hoạt động, [Khayyam] đã bắt đầu một cuộc cách mạng thực sự trong học thuyết về số.". Tương tự như vậy, D. J. Struik đã lưu ý rằng Omar "đang trên con đường tiến tới mở rộng khái niệm số, dẫn đến khái niệm về số thực.":284

### Đại số hình học

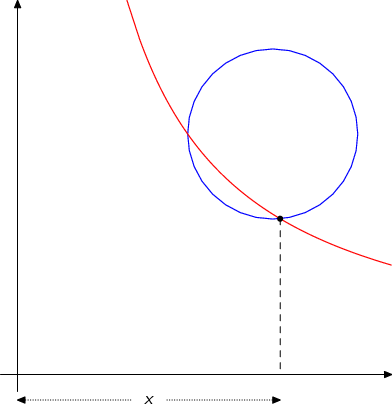
Hình hoạ xây dựng của Omar Khayyam để giải phương trình khối bậc ba x^{3} + 2x = 2x^{2} + 2. Giao điểm của đường tròn và hyperbol xác định phần đường cong cung mong muốn.

Rashed và Vahabzadeh (2000) đã lập luận rằng, do cách tiếp cận hình học triệt để của ông đối với các phương trình đại số, Khayyam có thể được xem là tiền thân của Descartes trong việc phát minh ra hình học giải tích.:248 Trong "Chuyên luận về phép chia góc phần tư của hình tròn", Khayyam đã áp dụng đại số vào hình học. Trong việc này, ông chủ yếu dành tâm huyết để nghiên cứu xem liệu có thể chia một góc phần tư hình tròn thành hai phần sao cho các đoạn thẳng chiếu từ điểm phân chia đến các đường kính vuông góc của hình tròn tạo thành một tỷ lệ cụ thể hay không. Theo đó, giải pháp của ông đã sử dụng một số cách xây dựng đường cong dẫn đến các phương trình chứa các số hạng bậc ba và bậc bốn.:248

#### Giải phương trình khối bậc ba
Khayyam dường như là người tiên phong nghĩ ra một lý thuyết tổng quát về phương trình bậc ba và là người đầu tiên sử dụng hình học để giải mọi loại phương trình bậc ba, miễn là đề cập đến nghiệm dương. Chuyên luận về đại số có chứa công trình của ông về phương trình bậc ba. Nó được chia làm ba phần: (i) các phương trình có thể giải bằng compa và thước thẳng, (ii) các phương trình có thể giải bằng đường cung cônic, và (iii) các phương trình liên quan đến nghịch đảo của ẩn số.
Khayyam đã đưa ra một danh sách đầy đủ tất cả các phương trình khả hữu liên quan đến đường thẳng, hình vuông và hình lập phương.:43 Ông xem xét ba phương trình nhị thức, chín phương trình tam thức và bảy phương trình tứ thức.:281 Đối với các đa thức bậc nhất và bậc hai, ông đưa ra nghiệm số bằng cách xây dựng hình học. Ông kết luận rằng, có mười bốn loại hình khối khác nhau mà không thể rút gọn được thành một phương trình có bậc thấp hơn. Đối với những loại này, ông đã không thể hoàn thành việc xây dựng đoạn thẳng ẩn số của mình bằng compa và thước thẳng. Ông đã tiến hành trình bày các đáp án hình học cho tất cả các loại phương trình bậc ba bằng cách sử dụng các tính chất của các đường cung cônic.:281:157 Các bổ đề tiên quyết cho chứng minh hình học của Khayyam bao gồm Euclid VI, Mệnh đề 13, và Apollonius II, Mệnh đề 12.:155 Nghiệm dương của một phương trình khối bậc ba được xác định là trục hoành của giao điểm của hai hình nón conic, ví dụ như, giao điểm của hai parabol, hoặc giao điểm của một parabol và một đường tròn, v.v.:141 Tuy nhiên, ông thừa nhận rằng vấn đề số học của các hình khối này vẫn chưa được giải quyết, đồng thời bổ sung rằng, "có khả năng ai đó khác sẽ khám phá ra nó sau chúng ta".:158 Nhiệm vụ này vẫn còn bỏ ngỏ cho tới thế kỷ 16, khi mà nghiệm đại số của phương trình khối bậc ba được Cardano, Del Ferro và Tartaglia tìm ra theo dạng tổng quát của nó vào thời Phục hưng Ý.:282
—Omar Khayyam
Trên thực tế, công trình của Khayyam là một nỗ lực nhằm thống nhất đại số và hình học.:241 Cách giải bằng hình học cụ thể này của phương trình khối bậc ba đã được M. Hachtroudi nghiên cứu sâu hơn và mở rộng để giải các phương trình bậc bốn. Mặc dù các phương pháp tương tự đã xuất hiện lẻ tẻ kể từ thời Menaechmus, và được phát triển thêm bởi nhà toán học thế kỷ thứ 10 Abu al-Jud, công trình của Khayyam có thể được xem là nghiên cứu có hệ thống đầu tiên và phương pháp chính xác đầu tiên để giải các phương trình khối bậc ba. Nhà toán học Woepcke (1851), người đã phiên dịch đại số của Khayyam sang tiếng Pháp đã ca ngợi ông cho "năng lực khái quát hóa và quy trình hệ thống chặt chẽ của ông.":10

### Định lý nhị thức và khai thác nghiệm
—Omar Khayyam, Chuyên luận về Trình bày Các vấn đề của Đại số"
Trong chuyên luận đại số của mình, Khayyam ám chỉ đến một cuốn sách mà ông đã viết về việc khai thác căn bậc {\displaystyle n} của các số bằng cách sử dụng một định lý mà ông đã khám phá ra mà không phụ thuộc vào các hình hoạ hình học. Cuốn sách này rất có thể có tựa đề là Những khó khăn của số học (Moškelāt al-hesāb), và không còn được lưu giữ nữa. Dựa trên ngữ cảnh, một số nhà sử học toán học như D. J. Struik, tin rằng Omar hẳn đã biết công thức khai triển nhị thức {\displaystyle (a+b)^{n}}, trong đó {\displaystyle n} là một số nguyên dương.:282 Trường hợp của lũy thừa 2 được phát biểu rõ ràng trong cuốn "Các nguyên tố" của Euclid và trường hợp lớn nhất là lũy thừa 3 đã được các nhà toán học Ấn Độ khám phá thiết lập. Khayyam là nhà toán học nhận ra được tầm quan trọng của định lý nhị thức tổng quát. Lập luận ủng hộ cho khẳng định rằng Khayyam đã có một định lý nhị thức tổng quát dựa trên khả năng khai thác các nghiệm của ông. Một trong những người tiền nhiệm của Khayyam, Al-Karaji, đã khám phá ra quy luật sắp xếp theo hình tam giác của các hệ số của khai triển nhị thức mà người châu Âu sau này biết tới qua tên gọi tam giác Pascal; Khayyam đã phổ biến sắp xếp tam giác này ở Iran, do vậy ngày nay nó được gọi là tam giác Omar Khayyam.

## Thiên văn học

Minh hoạ biểu thị sự sắp đặt xen kẽ của bộ lịch Jalali

Vào tháng 5, năm 1074, Omar Khayyam được quốc vương Sultan Malik-Shah ủy nhiệm xây dựng một đài quan sát tại Isfahan và cải cách bộ lịch Ba Tư. Có một nhóm gồm tám học giả làm việc dưới sự chỉ đạo của Khayyam để thực hiện các quan sát thiên văn quy mô lớn và sửa đổi lại các bảng thiên văn.:141 Việc hiệu chỉnh lại bộ lịch đã ấn định ngày đầu tiên của năm vào đúng thời điểm tâm của Mặt trời đi qua điểm xuân phân. Điều này đánh dấu sự bắt đầu của mùa xuân hoặc Nowrūz (tết Ba Tư), ngày mà Mặt trời đi vào phân độ đầu tiên của Bạch Dương (Aries) trước buổi trưa. Thành quả bộ lịch được đặt tên để vinh danh Malik-Shah ấy là bộ lịch Jalālī, và được khánh thành vào ngày 15 tháng 3 năm 1079. Bản thân đài quan sát đã không được dùng đến nữa sau cái chết của Malik-Shah vào năm 1092.:659
Bộ lịch Jalālī đích thực là một bộ lịch mặt trời, trong đó thời lượng của mỗi tháng bằng với khoảng thời gian Mặt trời đi qua cung Hoàng đạo tương ứng. Việc cải cách bộ lịch đã cho ra một chu kỳ xen kẽ 33 năm đặc trưng. Như được chỉ ra từ các công trình của Khazini, nhóm của Khayyam đã triển khai một hệ thống xen kẽ dựa trên các năm nhuận 4 năm và năm nhuận 5 năm một lần. Do đó, bộ lịch bao gồm 25 năm bình thường bao gồm 365 ngày và 8 năm nhuận bao gồm 366 ngày. Bộ lịch vẫn được sử dụng trên khắp Đại Iran từ thế kỷ 11 đến thế kỷ 20. Năm 1911, lịch Jalālī trở thành bộ lịch quốc gia chính thức của Qajar Iran. Năm 1925, nó được đơn giản hóa và tên của các tháng được hiện đại hóa, trở thành bộ lịch Iran hiện đại. Lịch Jalālī chính xác hơn lịch dương Gregorian của năm 1582,:659 với sai số của một ngày được tích lũy trong hơn 5000 năm, so với một ngày sau mỗi 3330 năm trong lịch Gregorian.:200 Moritz Cantor cho rằng nó là bộ lịch hoàn hảo nhất từng được nghĩ ra.:101
Một trong những học trò của ông, Nizami Aruzi của Samarcand, thuật lại rằng, Khayyam rõ ràng không có niềm tin vào chiêm tinh học và bói toán: "Tôi không quan sát thấy ông ấy (tất nhiên là Omar Khayyam) có bất kỳ niềm tin lớn nào vào các dự đoán chiêm tinh, tôi cũng chưa từng thấy hay nghe nói về bất kỳ [nhà khoa học] vĩ đại nào có niềm tin như vậy.":11  Khi làm việc cho quốc vương Sultan Sanjar dưới tư cách là một nhà chiêm tinh, ông được yêu cầu dự đoán thời tiết – một công việc mà ông rõ ràng là đã làm không tốt.:30 George Saliba (2002) giải thích rằng thuật ngữ ‘ilm al-nujūm, được sử dụng trong nhiều nguồn tư liệu khác nhau mà trong đó có thể tìm thấy các tài liệu tham khảo về cuộc đời và công việc của Omar, đôi khi bị dịch không chính xác sang nghĩa chiêm tinh học. Ông nói thêm: “ít nhất là từ giữa thế kỷ thứ mười, theo cách liệt kê các ngành khoa học của Farabi, thì ngành khoa học này, ‘ilm al-nujūm, đã được phân chia ra làm hai phần rồi, một phần nghiên cứu về chiêm tinh học và phần còn lại nghiên cứu về lý thuyết toán thiên văn học.":224
Trong một số tác phẩm đã bị mất của Khayyam, có một bản đồ các vì sao mà ông vẽ năm 1079.

## Những công trình khác
Khayyam có một chuyên luận ngắn về nguyên lý của Archimedes (Tựa đề đầy đủ Về sự Lừa dối khi Tìm hiểu Lượng Vàng và Bạc trong một Hợp kim được Cấu thành từ cả Hai). Đối với một hợp kim của vàng được pha trộn với bạc, ông mô tả một phương pháp để đo một cách chính xác hơn trọng lượng trên mỗi dung tích của mỗi nguyên tố. Nó bao gồm việc cân đo hợp kim cả trong không khí lẫn trong nước, vì trọng lượng dễ đo được chính xác hơn là đo thể tích. Bằng cách lặp lại tương tự với đồng thời cả vàng cả bạc, người ta biết được chính xác rằng vàng, bạc và hợp kim nặng hơn bao nhiêu so với nước. Chuyên luận này đã được kiểm tra chuyên sâu bởi Eilhard Wiedemann, ông tin rằng giải pháp của Khayyam chính xác và tinh vi phức tạp hơn so với của Khazini và Al-Nayrizi, những người cũng giải quyết vấn đề này từ vị trí khác.:198
Một chuyên luận ngắn khác liên quan đến lý thuyết âm nhạc, theo đó ông thảo luận về mối liên hệ giữa âm nhạc và số học. Đóng góp của Khayyam đó là cung cấp sự phân loại có hệ thống các thang âm nhạc, và thảo luận về mối quan hệ toán học giữa các nốt, nốt thứ, nốt trưởng và tứ âm.:198

## Văn chương thơ ca

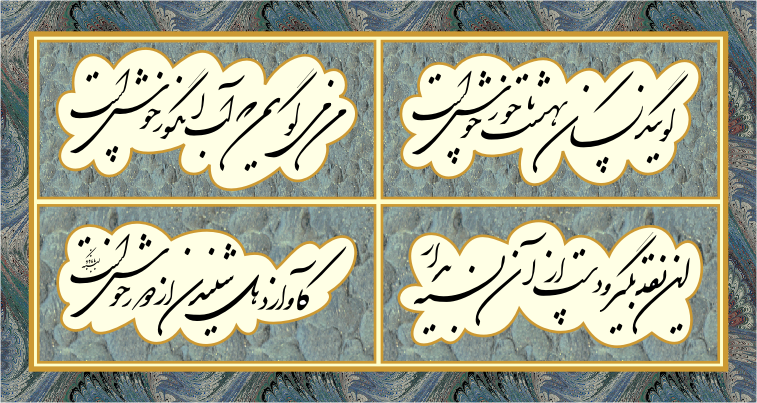
Thư pháp của một bài ruba'i từ bản thảo Bodleian, được thể hiện bằng thư pháp Shekasteh.

Có khoảng 450 bài thơ tứ tuyệt rubaiyat (thơ 4 câu) được cho là của ông, mang nặng triết lý về rượu và tình yêu. Việc ám chỉ sớm nhất về thơ của Omar Khayyam là từ nhà sử học Imad ad-Din al-Isfahani, một người trẻ tuổi đương thời với Khayyam, người đã xác định rõ rằng, ông vừa là nhà thơ vừa là nhà khoa học (Kharidat al-qasr, 1174).:49:35 Một trong những mẫu vật sớm nhất của văn phẩm Rubiyat của Omar Khayyam là từ học giả Fakhr al-Din Razi. Trong tác phẩm Al-tanbih ‘ala ba‘d asrar al-maw‘dat fi’l-Qur’an (khoảng năm 1160) của mình, Razi trích dẫn một trong những bài thơ của Khayyam (tương ứng với khổ tứ tuyệt LXII trong ấn bản đầu tiên của Fitzgerald). Daya trong các thư tích của mình (Mirsad al-‘Ibad, khoảng năm 1230) có trích dẫn hai bài tứ tuyệt, một trong số đó giống với bài đã được ghi nhận bởi Razi. Một bài tứ tuyệt bổ sung được trích dẫn bởi nhà sử học Juvayni (Tarikh-i Jahangushay ,khoảng năm 1226–1283).:92:36–37 Năm 1340, Jajarmi đưa mười ba bài tứ tuyệt của Khayyam vào công trình của mình, bao gồm một tuyển tập các tác phẩm của những nhà thơ Ba Tư nổi tiếng (Munis al-ahrār), hai trong số đó cho đến nay đã được biết đến là từ các nguồn tài liệu cũ hơn. Một bản thảo tương đối muộn là bản thảo của thư viện Bodleian, MS. Ouseley 140, viết tại Shiraz vào năm 1460, bao gồm 158 bài tứ tuyệt viết trên 47 tán lá. Bản thảo thuộc về William Ouseley (1767–1842) và được Thư viện Bodleian mua lại vào năm 1844.

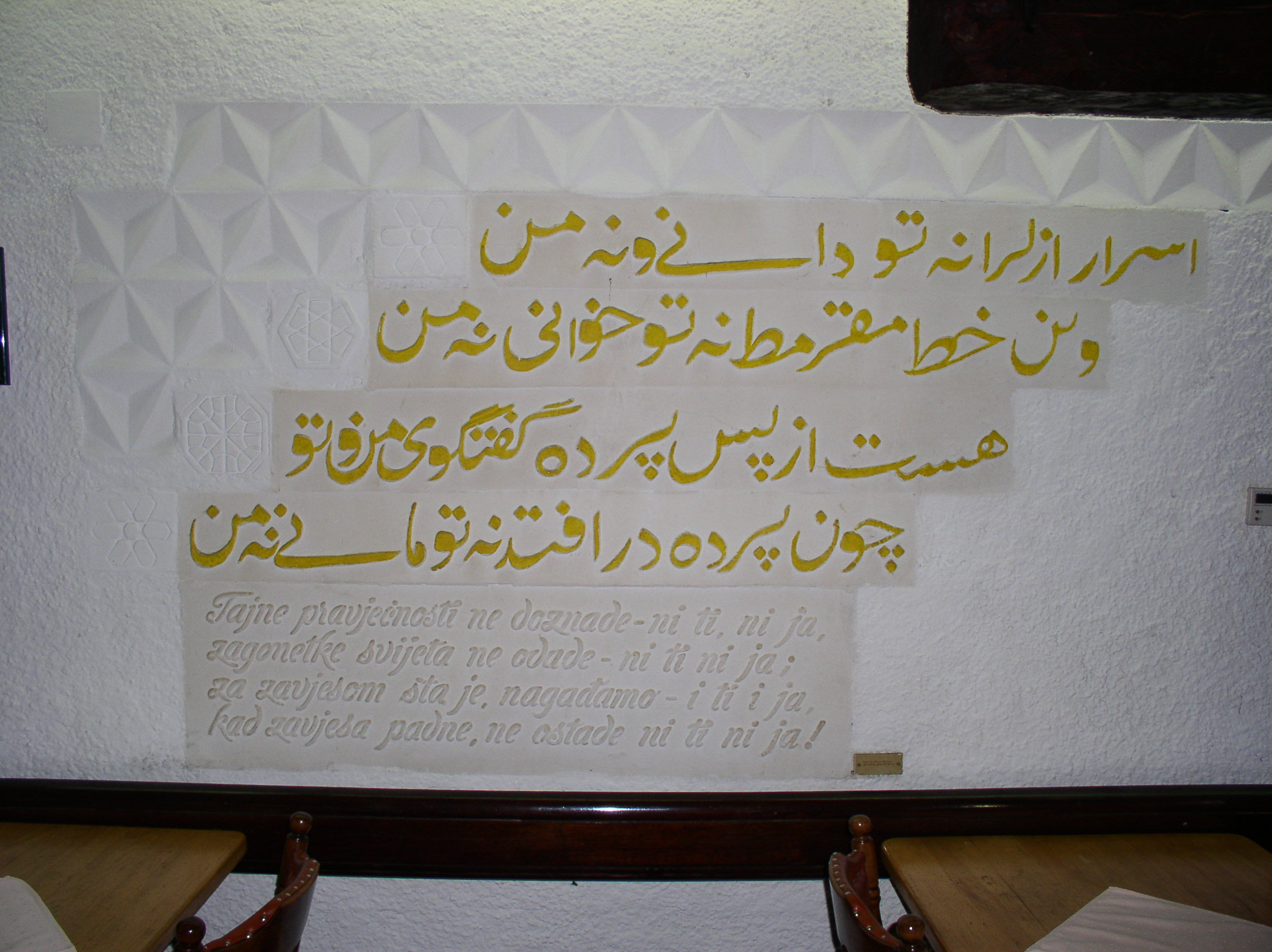
Bút tích từ thời đại Ottoman một bài thơ được viết bởi Omar Khayyam tại Morića Han ở Sarajevo, Bosnia và Herzegovina

Thỉnh thoảng có những đoạn trích dẫn những câu thơ được cho là của Omar trong các văn bản được cho là của các tác giả thế kỷ 13 và 14, nhưng những câu này có tính xác thực đáng nghi ngờ, vì vậy các học giả hoài nghi chỉ ra rằng toàn bộ truyền thống có thể là bút ký giả.:11 Hans Heinrich Schaeder năm 1934 nhận xét rằng, tên của Omar Khayyam "sẽ bị gạch ra khỏi lịch sử văn học Ba Tư" do thiếu bất kỳ những tư liệu nào mà có thể tự tin gán cho ông. De Blois (2004) trình bày một thư mục về truyền thống viết tay bản thảo, kết luận một cách bi quan rằng tình hình vẫn không thay đổi đáng kể kể từ thời của Schaeder.
Năm trong số các bài tứ tuyệt mà sau này được cho là của Omar được tìm thấy sớm nhất là 30 năm sau khi ông qua đời, được trích dẫn trong "Sindbad-Nameh". Mặc dù điều này chứng tỏ rằng những câu thơ cụ thể này đã được lưu hành vào thời của Omar hoặc sau đó không lâu, nhưng điều đó không có nghĩa là những câu thơ đó phải là của ông. De Blois kết luận rằng, ít nhất quá trình gán thơ cho Omar Khayyam dường như đã bắt đầu từ thế kỷ 13. Edward Granville Browne (1906) ghi nhận sự khó khăn trong việc tách bạch câu thơ chân thực và câu thơ giả mạo: "Mặc dù chắc chắn là Khayyam đã viết nhiều bài thơ tứ tuyệt, nhưng gần như là không thể, ngoại trừ một số trường hợp ngoại lệ, khẳng định một cách chắc chắn rằng ông đã viết bất kỳ bài thơ nào mà đã được gán cho ông".:663
Ngoài những bài thơ tứ tuyệt Ba Tư, còn có 25 bài thơ Ả Rập được cho là của Khayyam. Chúng đã được chứng thực bởi các nhà sử học như al-Isfahani, Shahrazuri (Nuzhat al-Arwah, khoảng năm 1201–1211), Qifti (Tārikh al-hukamā, 1255 ), và Hamdallah Mustawfi (Tarikh-i guzida, 1339).:39
Boyle và Frye (1975) nhấn mạnh rằng, có một số học giả Ba Tư khác thỉnh thoảng viết thơ tứ tuyệt, bao gồm Avicenna, Ghazzali và Tusi. Họ kết luận, cũng có thể là đối với Khayyam, thơ ca là một thú tiêu khiển trong những giờ rỗi rãi của ông: "những bài thơ ngắn này dường như thường là thành quả của các học giả và nhà khoa học, những người đã sáng tác chúng, có nhẽ là trong những giây phút thư giãn để khai sáng hoặc giải trí trong giới nội bộ các đệ tử của họ".:662
Thơ ca được cho là của Omar Khayyam đã góp phần rất lớn vào danh tiếng vang dội của ông trong thời kỳ hiện đại. Nguyên nhân trực tiếp là sự nổi tiếng nức danh của bản dịch những câu thơ ấy sang tiếng Anh bởi Edward FitzGerald (1859). "Rubaiyat của Omar Khayyam" bởi Fitzgerald chứa các bản dịch lỏng lẻo của các bài tứ tuyệt quatrain từ bản thảo Bodleian. Nó đạt được thành công trong thời kỳ fin de siècle đến nỗi một thư mục được biên soạn vào năm 1929 đã liệt kê hơn 300 ấn bản riêng biệt, và còn nhiều ấn bản khác đã được xuất bản từ khi đó.

## Triết học
Khayyam tự xem mình là học trò của Avicenna. Theo Al-Bayhaqi, ông đã đọc siêu hình học trong "Sách chữa lành" của Avicenna trước khi qua đời.:661 Có sáu bài viết triết học được cho là của Khayyam viết. Một trong số đó, Về sự tồn tại (Fi’l-wujūd), nguyên bản được viết bằng tiếng Ba Tư, đề cập đến chủ đề sự tồn tại và mối quan hệ của nó với các toàn thể. Một bài viết khác, có tiêu đề Sự cần thiết của mâu thuẫn trong thế giới, thuyết tất định và sự tồn sinh (Darurat al-tadād fi’l-‘ālam wa’l-jabr wa’l-baqā’), được viết bằng tiếng Ả Rập và đề cập đến ý chí tự do (free will) và thuyết tất định.:475 Tựa đề các tác phẩm khác của ông là Về sự hiện hữu và tất yếu cần thiết (Risālah fī’l-kawn wa’l-taklīf), Chuyên luận về Sự siêu việt trong Tồn tại (Al-Risālah al-ulā fi’l-wujūd), Về kiến thức của các nguyên tắc tồn tại phổ quát (Risālah dar ‘ilm kulliyāt-i wujūd), và Sự rút gọn liên quan đến các hiện tượng tự nhiên (Mukhtasar fi’l-Tabi‘iyyāt).
Chính Khayyam đã từng nói:
Chúng ta là nạn nhân của thời đại mà những con người của khoa học bị mất uy tín, và chỉ còn lại một số ít người có khả năng tham gia nghiên cứu khoa học. Các nhà triết học của chúng ta dành tất cả thời gian của họ trộn lẫn đúng với sai và chẳng quan tâm đến điều gì ngoài việc thể hiện tự phụ ngoài mặt; sự học ít ỏi như vậy mà chúng có, chúng mở rộng về mặt vật chất. Khi chúng nhìn thấy một con người chân thành và không ngừng tìm kiếm sự thật, một người mà sẽ chẳng liên quan gì đến sự lừa dối và giả tạo, chúng chế giễu và coi thường anh ta.

### Các quan điểm tôn giáo
Việc đọc các bài tứ tuyệt của Khayyam theo nghĩa đen dẫn đến việc giải thích thái độ triết học của ông đối với cuộc sống như một sự kết hợp của chủ nghĩa bi quan, chủ nghĩa hư vô, chủ nghĩa sử thi Epicurus, thuyết định mệnh và thuyết bất khả tri.:6 Quan điểm này được tiếp nhận bởi các nhà Iran học như Arthur Christensen, H. Schaeder, Richard N. Frye, E. D. Ross,:365 E. H. Whinfield:40 và George Sarton.:18 Ngược lại, các bài tứ tuyệt có thiên hướng Khayyam cũng được mô tả như là thơ Sufi thần bí. Bên cạnh những bài thơ tứ tuyệt Ba Tư của Khayyam, J. C. E. Bowen (1973) đề cập rằng, những bài thơ Ả Rập của Khayyam cũng "thể hiện quan điểm bi quan hoàn toàn phù hợp với vẻ ngoài của một nhà triết học duy lý trí sâu sắc mà Khayyam được biết đến trong lịch sử.":69 Edward FitzGerald nhấn mạnh chủ nghĩa hoài nghi tôn giáo mà ông thấy ở Khayyam. Trong lời nói đầu của Rubáiyát, ông nhận rằng ông "bị những người Sufi căm ghét và khiếp sợ", và đã phủ nhận mọi sự giả bộ trước những câu chuyện ngụ ngôn thần thánh: "Rượu của anh thực sự là Nước ép từ Nho: Quán rượu của anh, nơi nó từng đã có: Saki của anh, Thịt và Máu đã đổ ra cho anh.”.:62 Sadegh Hedayat là một trong những người ủng hộ đáng chú ý nhất của triết học Khayyam đó là chủ nghĩa hoài nghi bất khả tri, và theo như Jan Rypka (1934), ông thậm chí còn xem Khayyam là một người vô thần. Hedayat (1923) nói rằng, "trong khi Khayyam tin vào sự biến tính và chuyển đổi của cơ thể con người, ông ấy không tin vào một linh hồn riêng biệt; nếu chúng ta may mắn, các phần tử cơ thể của chúng ta sẽ có thể được sử dụng để làm ra một bình rượu vang.". Thơ ca của Omar Khayyam đã được trích dẫn trong bối cảnh của Chủ nghĩa Vô thần Mới, chẳng hạn như trong "The Portable Atheist" của Christopher Hitchens.
Al-Qifti (khoảng năm 1172–1248) dường như xác nhận quan điểm này về triết học của Omar.:663 Trong tác phẩm Lịch sử của những Người Uyên bác của mình, ông ghi nhận rằng các bài thơ của Omar chỉ theo phong cách Sufi về bề ngoài mà thôi, nhưng được viết với một tư tưởng chống tôn giáo.:365 Ông cũng đề cập rằng, Khayyam đã có lúc bị truy tố vì tội bất kính, nhưng đã đi hành hương để chứng tỏ mình là người ngoan đạo.:29 Bản ghi nhận cho biết, khi trở về thành phố quê nhà, ông che giấu niềm tin sâu sắc nhất của mình và thực hành một cuộc sống tôn giáo nghiêm ngặt, sáng tối đến nơi thờ phượng.:355
Khayyam nói về kinh Koran (đoạn trích 84):
Kinh Koran! được thôi, hãy để ta kiểm tra, Cuốn sách cũ kỹ đáng yêu với lầm lỗi đáng ghê tởm, Hãy tin ta, ta cũng có thể đọc trích dẫn kinh Koran, Kẻ không tin là người hiểu rõ kinh Koran nhất. Và ngươi có nghĩ rằng đối với những kẻ như ngươi, một đoàn người đầu óc giòi bọ, đói khát, cuồng tín, Chúa đã ban Bí mật cho ngươi và chối từ ta đó ư? Được, được, cũng chả quan trọng! Hãy cũng cứ tin như thế.

Đừng hướng nhìn lên, chẳng có câu trả lời ở đó đâu; Đừng cầu nguyện, vì chẳng ai nghe lời cầu nguyện của nhà ngươi; Gần là gần cũng như Chúa là Xa dường nào, Và Tại đây cũng cùng sự dối lừa như Tại đó.

Người ta nói về thiên đường,—chẳng có thiên đường nào khác ngoài ở đây; Người ta nói về địa ngục,—chẳng có địa ngục nào ngoài ở đây; Người đời sau nói chuyện, và kiếp sau, hỡi em yêu, chẳng có kiếp nào khác—ngoài kiếp này.

Một bản tường thuật về ông, được viết vào thế kỷ thứ 13, cho thấy ông là người "thông thạo tất cả sự khôn ngoan của người Hy Lạp", và thường nhấn mạnh vào sự cần thiết của việc nghiên cứu khoa học theo đường lối Hy Lạp. Trong số các tác phẩm văn xuôi của ông, có hai tác phẩm đứng vững trước nhà cầm quyền, lần lượt đề cập đến đá quý và khí hậu học. Không còn nghi ngờ gì nữa, nhà thơ kiêm nhà thiên văn là người không hề sùng đạo; và thiên văn học của ông chắc chắn đã giúp ông trở thành như vậy. Một người đương thời viết rằng: "Tôi không quan sát thấy ông ấy có bất kỳ niềm tin lớn nào vào các dự đoán chiêm tinh; tôi cũng chưa từng thấy hay nghe nói về bất kỳ (nhà khoa học) vĩ đại nào sở hữu niềm tin như vậy. Ông dành sự tuân thủ của mình cho trường phái không tôn giáo nào cả. Thuyết bất khả tri, mà không phải đức tin, là từ khoá trong các tác phẩm của ông. Trong số các giáo phái, ông thấy đầy rẫy khắp nơi những xung đột và hận thù mà ông không thể nhập cuộc...."
Tiểu thuyết gia Ba Tư Sadegh Hedayat kể rằng, Khayyám từ "khi còn trẻ cho đến khi qua đời vẫn là một người theo chủ nghĩa duy vật, bi quan, bất khả tri. Khayyam nhìn nhận mọi câu hỏi về tôn giáo bằng con mắt hoài nghi", Hedayat tiếp tục, "và ghét bỏ chủ nghĩa cuồng tín, hẹp hòi, và tinh thần báo thù của các giáo sĩ mulla, những người được gọi là các học giả tôn giáo."
Trong bối cảnh của một văn phẩm có tựa đề Về kiến thức của các Nguyên lý Tồn tại, Khayyam tán thành đường lối thần bí Sufi.:8 Csillik (1960) gợi ý đến khả năng rằng, Omar Khayyam có thể nhìn thấy ở trường phái thần bí Sufism một đồng minh chống lại tôn giáo chính thống.:75 Các nhà bình luận khác không chấp nhận được rằng thơ ca của Omar có tư tưởng chống tôn giáo và diễn giải những đề cập của ông đến rượu và say theo nghĩa ẩn dụ thông thường phổ biến trong trường phái thần bí Sufism. Dịch giả tiếng Pháp J. B. Nicolas cho rằng không nên hiểu việc Omar thường xuyên khuyến khích uống rượu theo nghĩa đen, mà hơn là nên được xem xét dưới ánh sáng của tư tưởng Sufi, theo đó cơn say cuồng nhiệt của "rượu" được hiểu như một phép ẩn dụ cho trạng thái giác ngộ hoặc sự sung sướng hân hoan thần thánh của "baqaa". Quan điểm xem Omar Khayyam như là một Sufi được bảo vệ bởi Bjerregaard (1915), Idries Shah (1999), và Dougan (1991), những người cho rằng danh tiếng của chủ nghĩa khoái lạc là do những thất bại trong bản dịch của Fitzgerald, cho rằng thơ của Omar nên được hiểu như một điều "bí truyền sâu sắc". Mặt khác, các chuyên gia Iran như Mohammad Ali Foroughi và Mojtaba Minovi bác bỏ giả thuyết rằng Omar Khayyam từng là một Sufi.:72 Foroughi tuyên bố rằng, những ý tưởng của Khayyam có nhẽ là có thể nhất quán với tư tưởng của những người Sufi đương thời nhưng không có bằng chứng rằng ông chính thức là một Sufi. Aminrazavi (2007) tuyên bố rằng, "Diễn giải Sufi đối với Khayyam chỉ có thể khả thi nếu như đọc kỹ và sâu Rubāʿīyyāt của ông và chèo kéo bóp méo nội dung cho phù hợp với học thuyết Sufi cổ điển.".:128 Hơn nữa, Frye (1975) nhấn mạnh rằng, Khayyam bị bất mãn cực kỳ bởi một số nhà thần bí Sufi nổi tiếng cùng thế kỷ. Bao gồm cả Shams Tabrizi (người hướng đạo tinh thần của Rumi),:58 Najm al-Din Daya, người đã mô tả Omar Khayyam là "một triết gia, người vô thần, và người theo chủ nghĩa duy vật bất hạnh",:71 và Attar, người đã không coi ông như một đồng đạo thần bí mà là một nhà khoa học có tư tưởng tự do, người đang chờ đợi sự trừng phạt sau này.:663
Seyyed Hossein Nasr lập luận rằng, việc sử dụng cách diễn giải theo nghĩa đen các câu thơ của ông (nhiều câu trong số đó không chắc chắn về tính xác thực ngay từ đầu) là "đơn giản hóa" để thiết lập triết lý của Omar Khayyam. Thay vào đó, ông trích dẫn bản dịch diễn giải của Khayyam chuyên luận của Avicenna Diễn ngôn về sự thống nhất (Al-Khutbat al-Tawhīd), tại đó Khayyam bày tỏ các quan điểm chính thống về Sự thống nhất Thiêng liêng đồng tình với tác giả. Các tác phẩm văn xuôi được cho là của Omar được viết theo phong cách Peripatetic và rõ ràng là hữu thần, đề cập đến các chủ đề như là sự tồn tại của Chúa và thần học.:160 Như Bowen đã lưu ý, những tác phẩm này cho thấy sự tham gia của Khayyam trong các vấn đề siêu hình học hơn là vào những điều tinh tế của Sufism.:71 Như bằng chứng cho đức tin của Khayyam và/hoặc việc tuân thủ các phong tục Hồi giáo, Aminrazavi đề cập rằng, trong các chuyên luận của Khayyam, ông đưa ra những lời chào và lời cầu nguyện, ca ngợi Chúa và Muhammad. Trong hầu hết các trích đoạn tiểu sử, ông được nhắc đến bằng những kính ngữ tôn giáo như Imām, Người bảo trợ của Đức tin (Ghīyāth al-Dīn), và Bằng chứng của Sự thật (Hujjat al-Haqq). Aminrazavi cũng lưu ý rằng, những người viết tiểu sử ca ngợi tính cách mộ đạo của Khayyam thường tránh đề cập đến thơ của ông, trong khi những người đề cập đến thơ ca Khayyam lại thường không ca ngợi tính cách tôn giáo của ông.:48 Ví dụ, theo lời kể của Al-Bayhaqi, sớm hơn trước đó vài năm so với những ghi nhận tiểu sử khác, nói về Omar như một người rất ngoan đạo, người đã tuyên xưng quan điểm chính thống cho tới giờ phút cuối cùng của mình.:174
Trên cơ sở tất cả các chứng cứ văn bản và tiểu sử hiện có, câu hỏi vẫn còn phần nào bỏ ngỏ,:11 và kết quả là Khayyam đã nhận về cả những ghi nhận và phê bình trái chiều gay gắt.:350

## Sự tiếp nhận
Các trích đoạn tiểu sử khác nhau đề cập đến Omar Khayyam có mô tả ông là một người có kiến thức khoa học và thành tựu vô song trong thời đại của mình. Nhiều người gọi ông bằng danh hiệu Vua Thông Thái (tiếng Ả Rập: ملك الحکماء).:141:436 Shahrazuri (mất năm 1300) đánh giá cao ông với tư cách là một nhà toán học, và tuyên bố rằng ông có thể được xem là "người kế tục Avicenna trong các lĩnh vực triết học khác nhau".:352 Al-Qifti (mất năm 1248), mặc dù không đồng thuận với các quan điểm của ông, vẫn thừa nhận rằng ông "có kiến thức vô song về triết học tự nhiên và thiên văn học".:355 Mặc dù được một số nhà viết tiểu sử ca ngợi là một nhà thơ, nhưng theo như Richard N. Frye, "vẫn có thể tranh luận rằng, vị thế nhà thơ hạng nhất của Khayyam là một sự phát triển tương đối muộn.":663
Thomas Hyde là người châu Âu đầu tiên kêu gọi sự chú ý đến Omar và dịch một trong những bài thơ tứ tuyệt của ông sang tiếng Latinh (Historia religionis veterum Persarum eorumque magorum, 1700).:525 Sự quan tâm của phương Tây đối với Ba Tư đã lớn dần cùng với phong trào Chủ nghĩa phương Đông Orientalism vào thế kỷ 19. Joseph von Hammer-Purgstall (1774–1856) đã dịch một số bài thơ của Khayyam sang tiếng Đức năm 1818, và Gore Ouseley (1770–1844) dịch sang tiếng Anh năm 1846, nhưng Khayyam vẫn còn tương đối ít được biết đến ở phương Tây cho tới sau khi cuốn sách Rubaiyat of Omar Khayyam của Edward FitzGerald được xuất bản vào năm 1859. Thành quả của Fitzgerald lúc đầu không thành công nhưng đã được phổ biến bởi Whitley Stokes từ năm 1861 trở đi, và tác phẩm đã được nhóm nghệ thuật Pre-Raphaelites vô cùng ngưỡng mộ. Năm 1872, Fitzgerald đã cho in ấn bản thứ ba, điều này làm gia tăng sự quan tâm đến tác phẩm tại Mỹ. Đến những năm 1880, cuốn sách cực kỳ nổi tiếng trên khắp cộng đồng nói tiếng Anh, tới mức hình thành nên nhiều quán rượu mang tên ông, các "Câu lạc bộ Omar Khayyam" và một "hội sùng bái fin de siècle dành cho Rubaiyat". Những bài thơ của Khayyam đã và đang còn được dịch ra nhiều thứ tiếng; nhiều trong số những bản dịch gần đây được dịch sát nghĩa hơn cả bản của Fitzgerald.
Bản dịch của Fitzgerald là một yếu tố khơi dậy nên sự quan tâm đến Khayyam với tư cách là một nhà thơ ngay cả tại quê hương Iran của ông. Sadegh Hedayat, trong Những bài ca Khayyam (Taranehha-ye Khayyam, 1934) của mình, đã giới thiệu lại di sản thơ ca của Omar cho Iran hiện đại. Dưới triều đại Pahlavi, một tượng đài mới làm từ đá cẩm thạch trắng do kiến trúc sư Houshang Seyhoun thiết kế đã được dựng lên trên lăng mộ của ông. Một bức tượng của Abolhassan Sadighi đã được dựng lên ở Công viên Laleh, Tehran vào những năm 1960, và một bức tượng bán thân của cùng nhà điêu khắc đặt gần lăng mộ Khayyam ở Nishapur. Năm 2009, nhà nước Iran đã quyên tặng một toà đài điêu khắc cho Văn phòng Liên hợp quốc tại Vienna, khánh thành tại Trung tâm Quốc tế Vienna. Năm 2016, ba bức tượng của Khayyam được khánh thành: một ở Trường đại học Oklahoma, một ở Nishapur và một ở Florence, Ý. Hơn 150 nhà soạn nhạc đã sử dụng Rubaiyat làm nguồn cảm hứng của họ. Nhà soạn nhạc đầu tiên như vậy là Liza Lehmann.
Fitzgerald chuyển tên của Omar thành "Người làm túp lều", và cái tên được Anh ngữ hoá "Omar, người làm túp lều (Omar the Tentmaker)" đã gây được tiếng vang trong văn hóa đại chúng nói tiếng Anh trong một thời gian. Do đó, Nathan Haskell Dole đã xuất bản một cuốn tiểu thuyết có tên Omar, người làm túp lều: Một chuyện tình Ba Tư Cũ (Omar, the Tentmaker: A Romance of Old Persia) vào năm 1898. Omar, người làm túp lều của Naishapur (Omar the Tentmaker of Naishapur) là một cuốn tiểu thuyết lịch sử của John Smith Clarke, xuất bản năm 1910. "Omar the Tentmaker" cũng là tựa đề của một vở kịch năm 1914 do Richard Walton Tully lấy bối cảnh phương Đông, được chuyển thể thành phim câm năm 1922. Tướng Hoa Kỳ Omar Bradley được đặt cho biệt danh "Omar the Tent-Maker" (Omar người làm túp lều) trong Thế chiến thứ hai.

### Bài tứ tuyệt Ngón tay chuyển động (The Moving Finger)

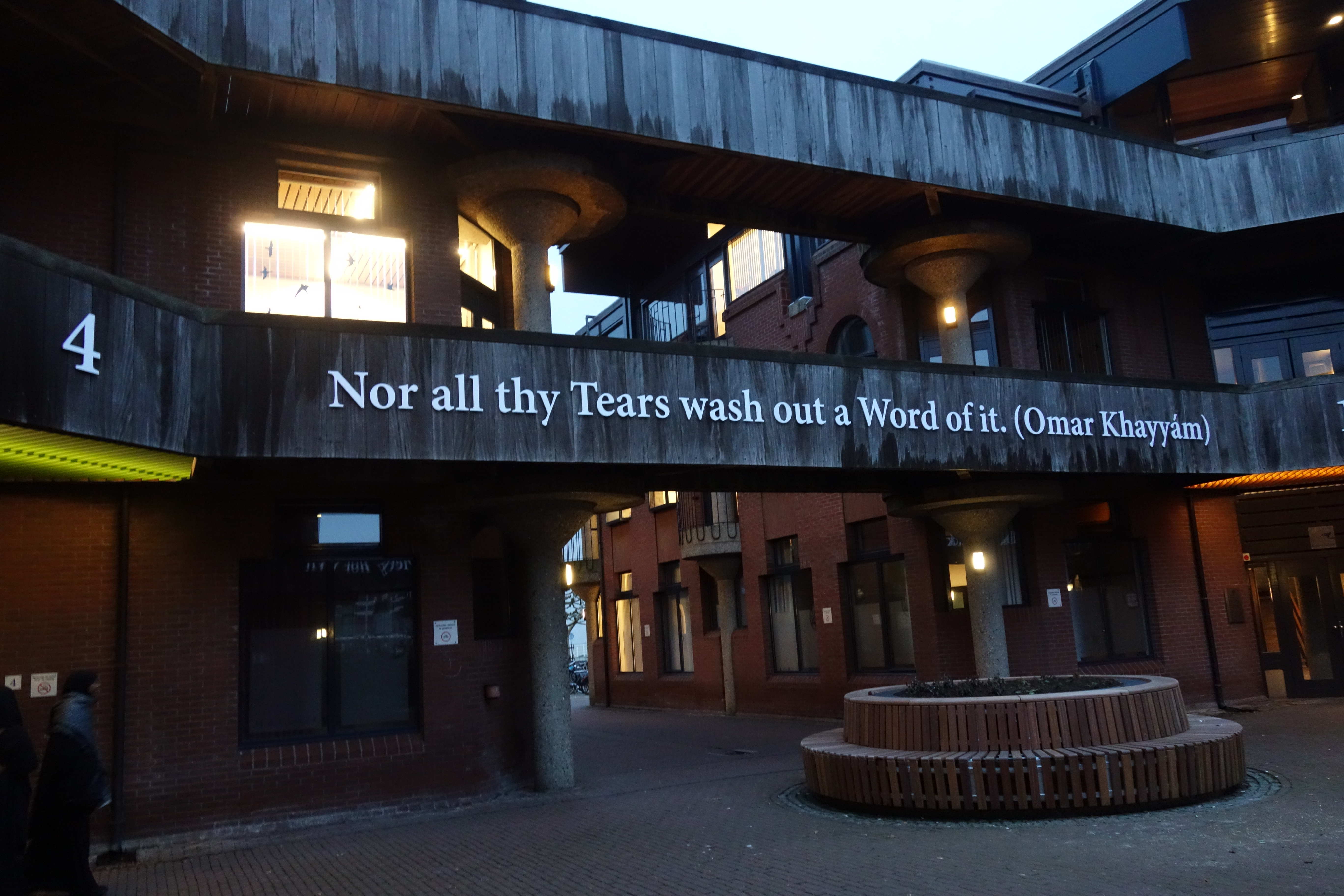
Một dòng của bản dịch tiếng Anh của bài tứ tuyệt. Các bài thơ Rubaiyat Ba Tư của Omar Khayyam trên một trong những toà nhà của khoa thuộc Trường đại học Leiden.

Bài thơ tứ tuyệt của Omar Khayyam được biết đến với tên gọi "Ngón tay Chuyển động" (The Moving Finger), theo bản dịch của nó bởi nhà thơ người Anh Edward Fitzgerald là một trong những bài tứ tuyệt nổi tiếng nhất trong vùng ngôn ngữ tiếng Anh. Thơ rằng:
The Moving Finger writes; and having writ,
Moves on: nor all your Piety nor Wit
Shall lure it back to cancel half a Line,
Nor all your Tears wash out a Word of it.

Dịch nghĩa:

Ngón tay cứ việc Dời chuyển; mệnh lệnh cứ thế ban ra,

Cứ tiếp bước: chẳng phải tất cả Đạo Đức hay Thông Thái của ngươi

Sẽ đuổi nó trở lại dừng nửa dòng,

Tất cả Nước mắt của ngươi cũng chẳng xoá được lấy một Từ.

Tựa đề của cuốn tiểu thuyết "The Moving Finger" do Agatha Christie viết và xuất bản năm 1942 được lấy cảm hứng từ bài thơ tứ tuyệt này trong bản dịch "Rubaiyat của Omar Khayyam" của Edward Fitzgerald. Martin Luther King cũng trích dẫn bài tứ tuyệt này của Omar Khayyam trong một bài diễn văn của ông "Beyond Vietnam: A Time to Break Silence" (Bên kia Việt Nam: Thời điểm để Phá vỡ Im lặng):
“Chúng ta có thể tuyệt vọng cầu xin cho thời gian ngừng trôi trên hành trình của nàng, nhưng thời gian vẫn kiên định với mọi lời khẩn cầu và cứ thế trôi đi. Trên những bộ xương đã tẩy trắng và tàn dư lộn xộn của nhiều nền văn minh là dòng chữ thảm hại, 'Quá muộn màng'. Cuốn sách vô hình của cuộc đời ghi nhận lại một cách trung thực những cảnh giác hay lơ là của chúng ta. Omar Khayyam thật là đúng: ‘Ngón tay cứ viết, và mệnh lệnh cứ ban ra.’”

Trong bài diễn văn thứ lỗi cho vụ scandal Clinton–Lewinsky, tổng thống thứ 42 của Hoa Kỳ Bill Clinton cũng trích dẫn bài tứ tuyệt này.

### Trong văn hoá đại chúng
Nhà văn người Pháp gốc Li-băng Amin Maalouf đã dựa vào ông để viết nửa đầu cuốn tiểu thuyết hư cấu lịch sử 'Samarkand về cuộc đời của Khayyam và quá trình tạo ra Rubaiyat của ông. Nhà điêu khắc Eduardo Chillida đã tạo ra bốn tác phẩm bằng sắt khổng lồ mang tên Mesa de Omar Khayyam (Bàn của Omar Khayyam) vào những năm 1980.
Hố Mặt trăng Omar Khayyam được đặt tên để vinh danh ông vào năm 1970, cũng như tiểu hành tinh 3095 Omarkhayyam được nhà thiên văn Liên Xô Lyudmila Zhuravlyova phát hiện vào năm 1980.
Google đã phát hành hai Google Doodles để tưởng nhớ ông. Lần đầu tiên là vào sinh nhật lần thứ 964 của ông vào ngày 18 tháng 5 năm 2012. Lần thứ hai là vào sinh nhật lần thứ 971 của ông vào ngày 18 tháng 5 năm 2019.

## Trưng bày

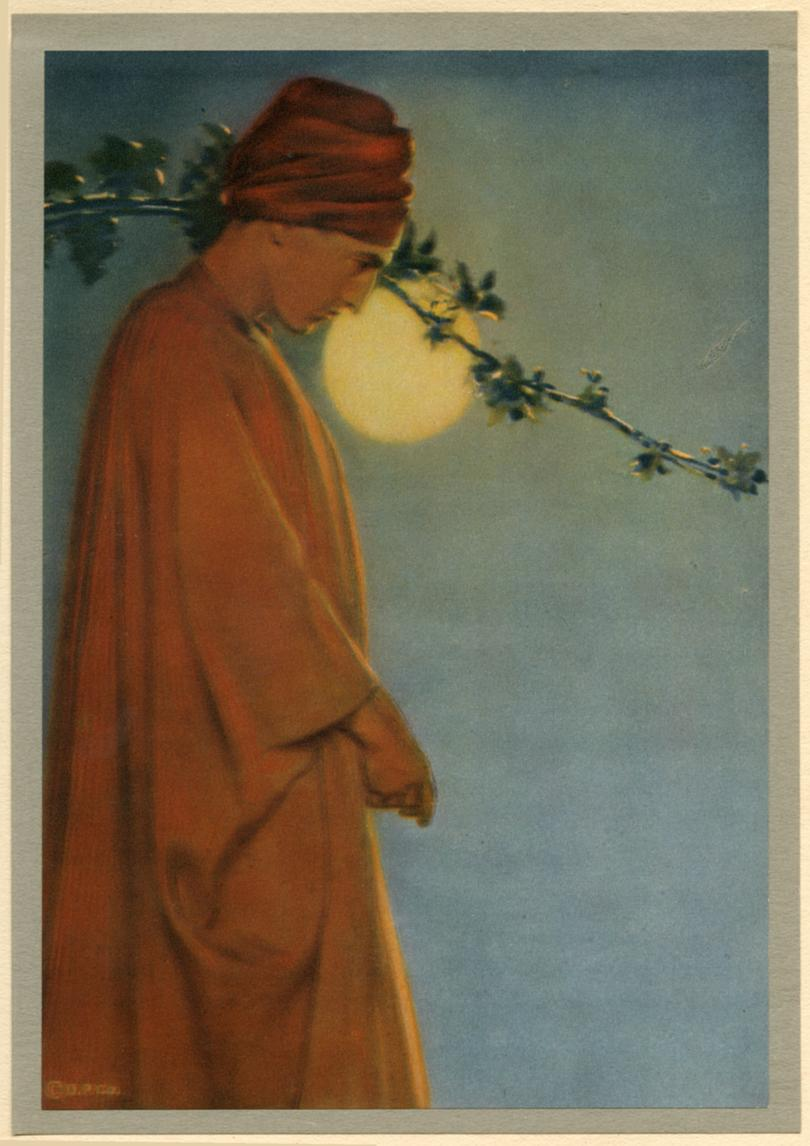
"Một viên hồng ngọc trên cành nho", minh hoạ cho Rubaiyat of Omar Khayyam của Fitzgerald bởi Adelaide Hanscom Leeson (khoảng 1905).
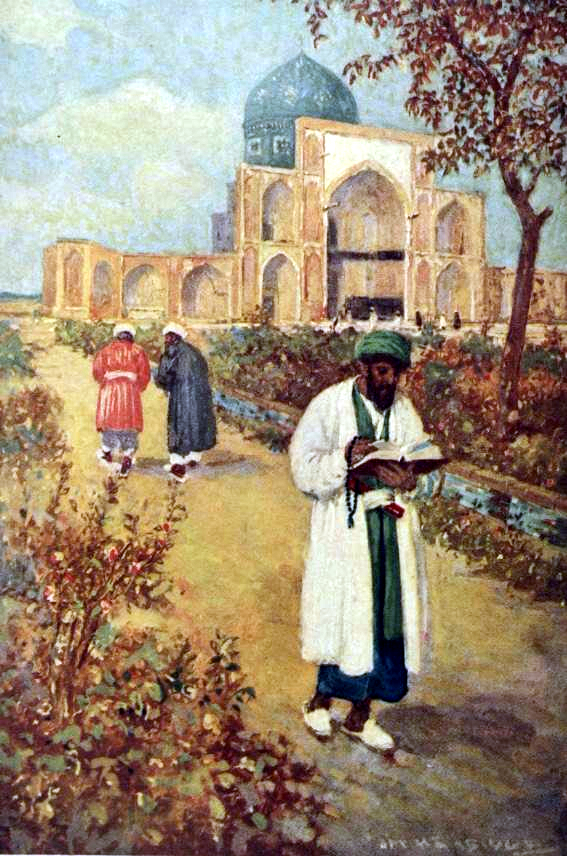
"Tại lăng mộ Omar Khayyam" bởi Jay Hambidge (1911).
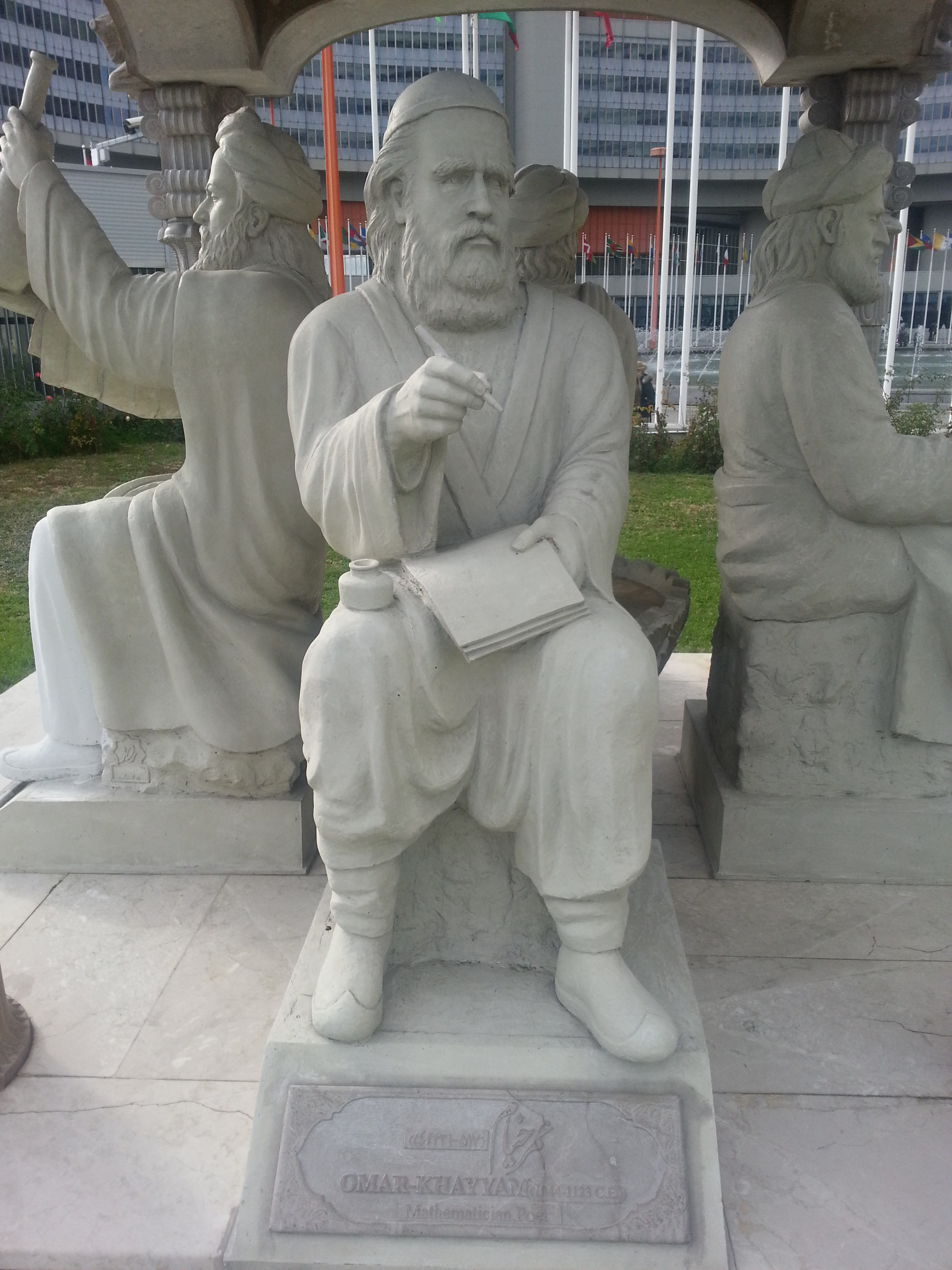
Tượng của Khayyam tại Văn phòng Liên Hợp Quốc tại Vienna như một phần của Đài điêu khắc các học giả Ba Tư (Persian Scholars Pavilion) được quyên tặng bởi Iran.
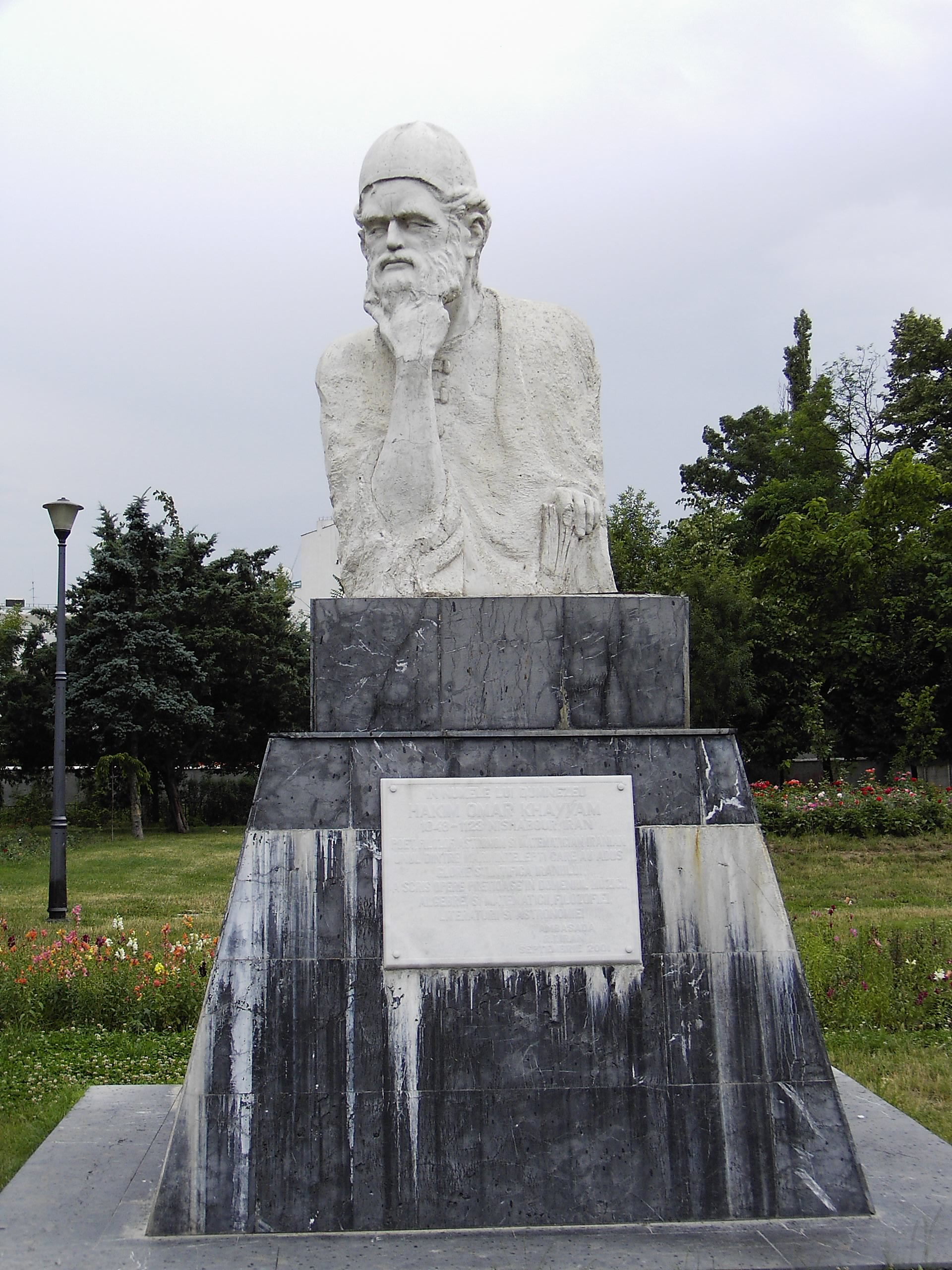
Tượng của Omar Khayyam tại Bucharest
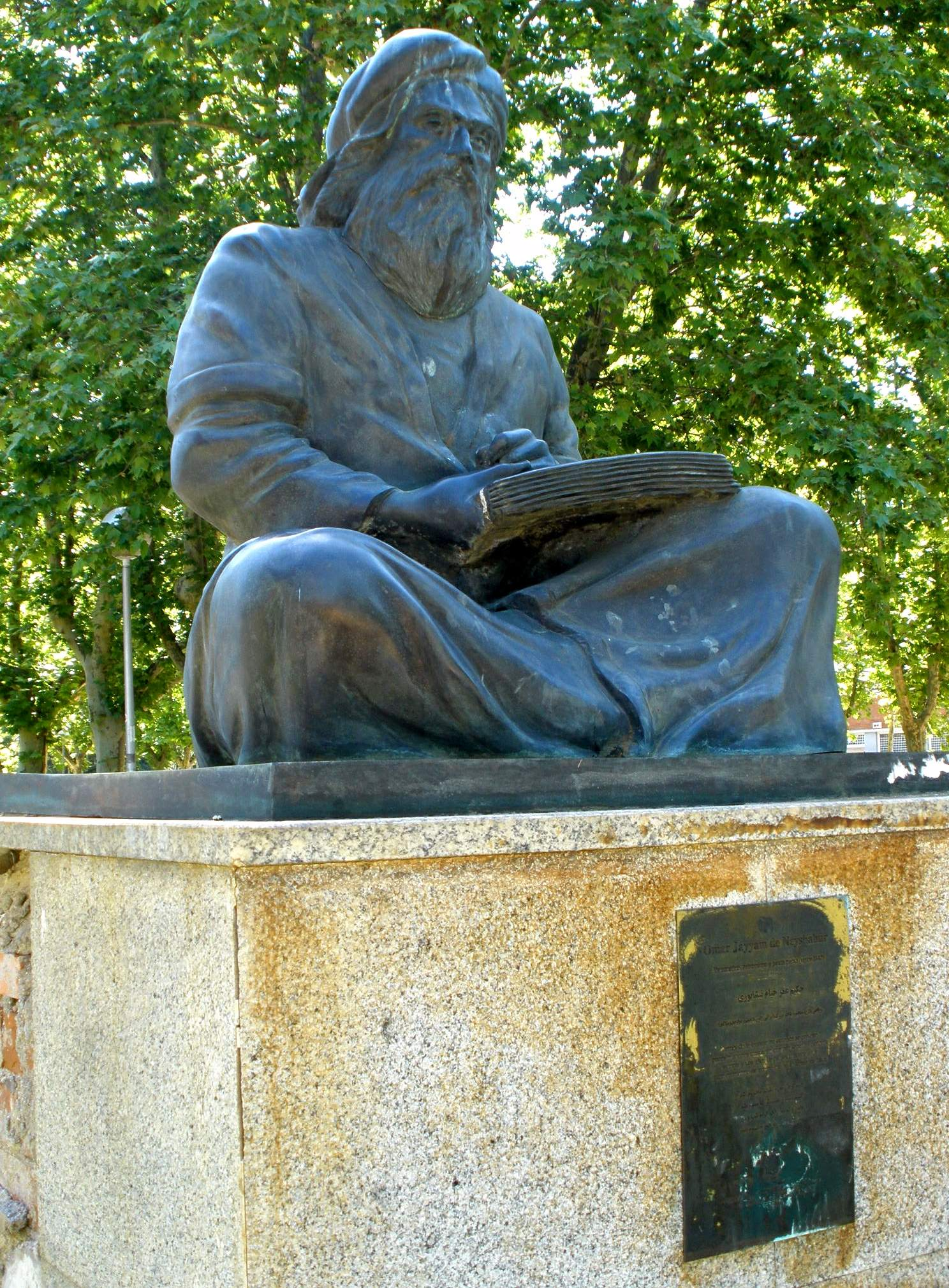
Tượng đài Omar Khayyam tại Trường đại học Ciudad của Madrid
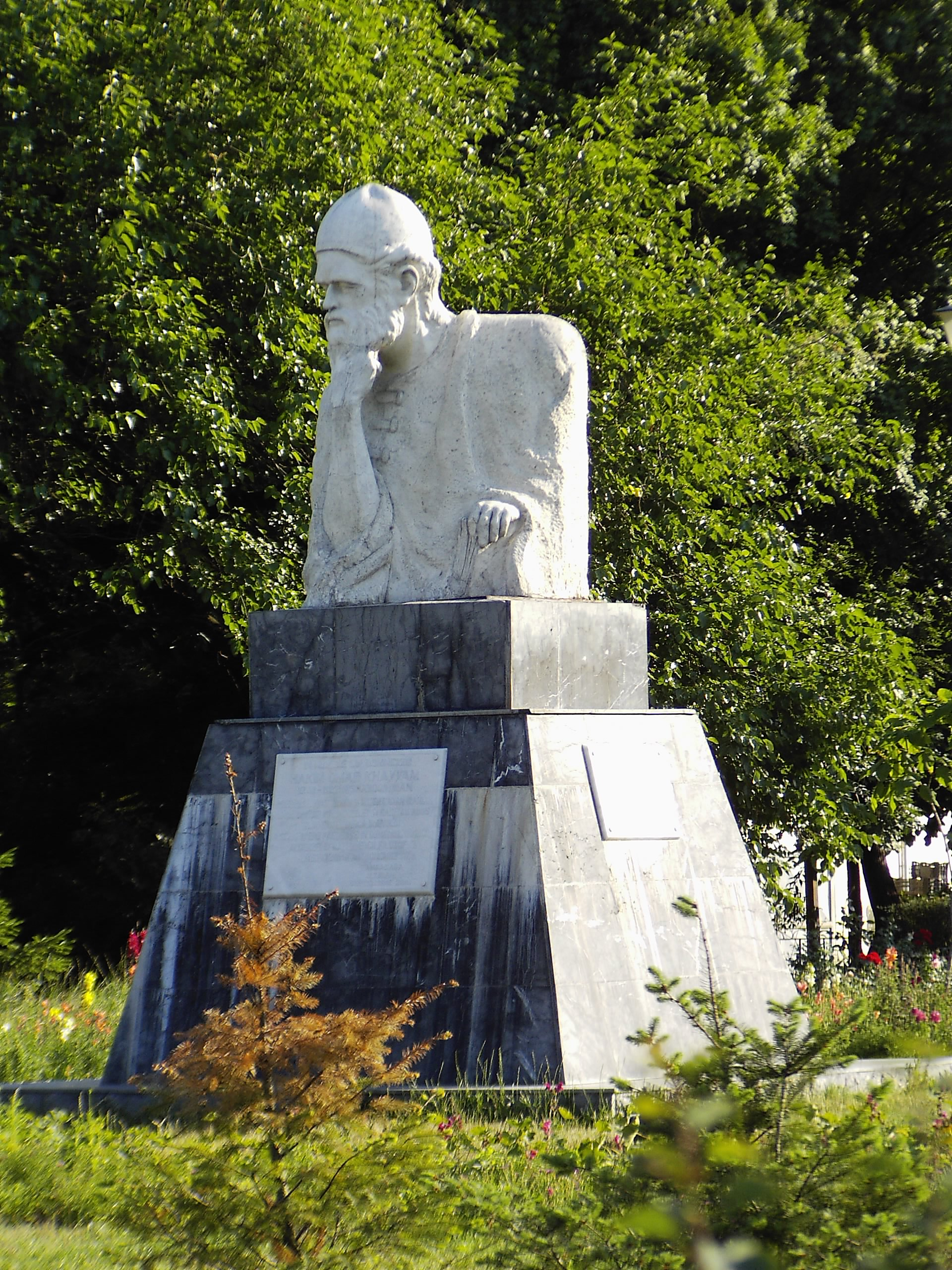
Tượng Omar Khayyam tại Bucharest (từ góc khác)
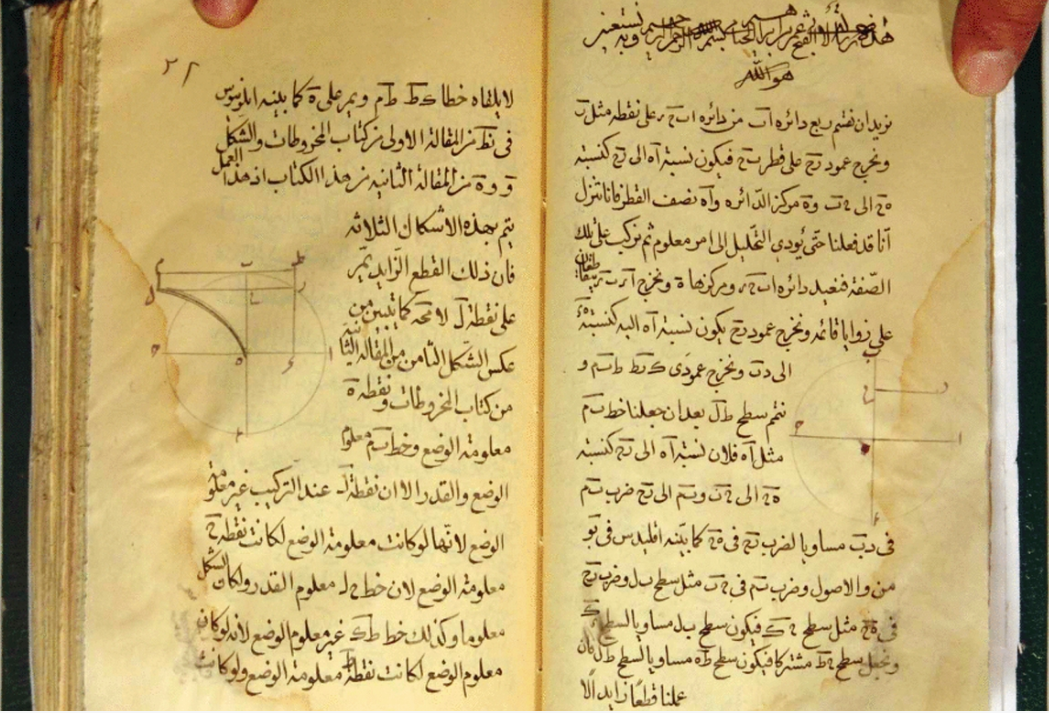
Trang đầu tiên bản thảo Risālah fī qismah rub‘ al-dā’irah, Thư viện điện tử Grand Ayatollah Boroujerdi

## Phim ảnh
- Omar Khayyam (phim)
- The Keeper: The Legend of Omar Khayyam

### Các nhà-Khayyam-học đáng chú ý
- Badiozzaman Forouzanfar
- Abdolhossein Zarrinkoob

## Các liên kết ngoài
- Các tác phẩm của hoặc nói về Omar Khayyám tại Internet Archive
- Tác phẩm của Omar Khayyám trên  LibriVox (sách audio thuộc phạm vi công cộng)
- Hashemipour, Behnaz (2007). "Khayyām: Ghiyāth al‐Dīn Abū al‐Fatḥ ʿUmar ibn Ibrāhīm al‐Khayyāmī al‐Nīshāpūrī". Trong Thomas Hockey; và đồng nghiệp (biên tập). The Biographical Encyclopedia of Astronomers. New York: Springer. tr. 627–8. ISBN 978-0-387-31022-0. (PDF version)
- Umar Khayyam, trong Stanford Encyclopedia of Philosophy
- The illustrated Rubáiyát of Omar Khayyám tại Internet Archive.